# Off the Record (Karl Bartos)
Off the Record är det andra studioalbumet av den tidigare Kraftwerk-medlemmen Karl Bartos, på hans solokarriär. Det släpptes den 15 mars 2013 av skivbolaget Bureau B.

## Singlar
Atomium släpptes 1 februari 2013 som den första singeln. Without A Trace Of Emotion, 18 mars 2013, släpptes endast som en promo-singel.

## Samarbeten
En av låtarna på skivan, Musica Ex Machina, har Bartos gjort tillsammans med Johnny Marr och Bernard Sumner. De tre har dessförinnan samarbetat på synthpop-skivan Raise the Pressure från 1996.

## Kritiskt mottagande
Bartos mottog framförallt positiva recensioner från musikkritiker. På webbsidan metacritic har albumet 64/100 som indikerar "Generally favorable reviews".

## Låtlista
Alla låtar är skrivna och komponerade av Karl Bartos, där ej annat anges. 
| Nr           | Titel                                    | Längd |
| ------------ | ---------------------------------------- | ----- |
| 1.           | Atomium                                  | 3:16  |
| 2.           | Nachtfahrt                               | 3:30  |
| 3.           | International Velvet                     | 4:38  |
| 4.           | Without a Trace of Emotion               | 3:28  |
| 5.           | The Binary Code                          | 1:42  |
| 6.           | Musica Ex Machina (Bartos, Marr, Sumner) | 5:16  |
| 7.           | The Tuning of the World                  | 3:33  |
| 8.           | Instant Bayeruth                         | 3:36  |
| 9.           | Vox Humana                               | 2:56  |
| 10.          | Rhythmus                                 | 4:17  |
| 11.          | Silence                                  | 0:06  |
| 12.          | Hausmusik                                | 3:30  |
| Total längd: | Total längd:                             | 43:43 |

## Topplistor
| Land                                | Placering |
| ----------------------------------- | --------- |
| Belgien (Ultratop)                  | 161       |
| Tyskland (GfK Entertainment Charts) | 44        |
| Sverige (Sverigetopplistan)         | 47        |